# Try Everything
"Try Everything" là một bài hát được viết và thu âm bởi nữ ca sĩ Shakira cho bộ phim năm 2016 của hãng Walt Disney Animation Studios mang tên Zootopia. Bài hát được sử dụng trong phim, được coi là một bài hát của một nhân vật tên là Gazelle (lồng tiếng bởi Shakira), và ở phần credit của phim. Sau khi phát hành, bài hát đạt được thành công cả về mặt nghệ thuật lẫn thương mại. Bài hát cũng nằm trong album nhạc phim Zootopia và được phát hành dưới dạng đĩa đơn vào ngày 15 tháng 2 năm 2016.
Bài hát mở đầu tại vị trí số 66 trên Billboard Hot 100, cũng như ở vị trí số 22 tại Digital Songs nhờ 33,000 bản kỹ thuật số và khoảng 3 triệu lượt streaming sau khi video âm nhạc cho bài hát được phát hành.

## Xếp hạng
| Bảng xếp hạng (2016)                                                          | Vị trí cao nhất |
| ----------------------------------------------------------------------------- | --------------- |
| Australia (ARIA)                                                              | 72              |
| Áo (Ö3 Austria Top 40)                                                        | 39              |
| Bỉ (Ultratip Wallonia)                                                        | 9               |
| Canada (Canadian Hot 100)                                                     | 49              |
| Croatia (Airplay Radio Chart)                                                 | 36              |
| Pháp (SNEP)                                                                   | 43              |
| Trường songid là BẮT BUỘC CHO BẢNG XẾP HẠNG ĐỨC                               | 54              |
| Hungary (Single Top 40)                                                       | 6               |
| Indonesia (RIAI)                                                              | 10              |
| Lebanon (The Official Lebanese Top 20)                                        | 1               |
| Malaysia (RIM)                                                                | 3               |
| Singapore (Music Weekly Lưu trữ ngày 26 tháng 5 năm 2021 tại Wayback Machine) | 1               |
| South Korea (Gaon International Chart)                                        | 10              |
| Tây Ban Nha (PROMUSICAE)                                                      | 32              |
| Thụy Sĩ (Schweizer Hitparade)                                                 | 55              |
| Thailand (Music Weekly Lưu trữ ngày 26 tháng 5 năm 2021 tại Wayback Machine)  | 11              |
| Hoa Kỳ Billboard Hot 100                                                      | 63              |
| US Kid Digital Songs (Billboard)                                              | 1               |